# ACAZ

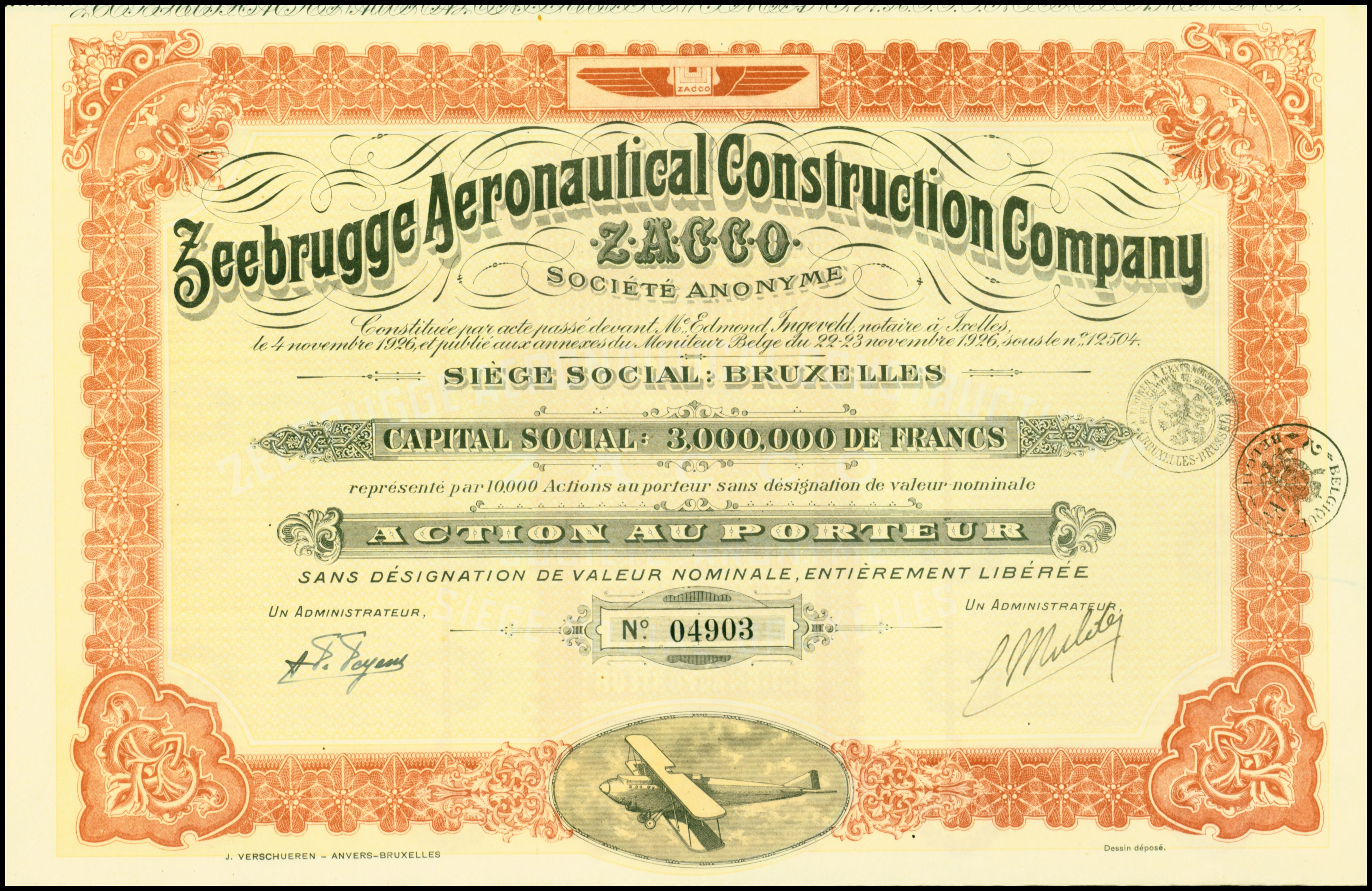
Aktie der Ateliers de Constructions Aéronautiques de Zeebrügge (ZACCO) vom November 1926

Die Firma ACAZ war ein belgischer Flugzeughersteller. ACAZ ist die Abkürzung für  Ateliers de Constructions Aéronautiques de Zeebrügge, Zebbrugger Flugzeug-Konstruktionsbüro, mit Sitz in Zeebrügge. Die Firma wurde 1923 gegründet und firmierte ab 1925 unter ACAZ. Im englischen Sprachraum nannte sich die Firma ZACCO.
Professor Emile Allard konstruierte 1924 zusammen mit Alfred Renard das erste belgische Ganzmetallflugzeug, den Hochdecker ACAZ T-2. Er blieb jedoch erfolglos.
Es folgten einige Prototypen für die belgische SABCA, bevor man 1928 mit dem Aufklärer ACAZ C.2 versuchte, in das Militärflugzeuggeschäft einzusteigen. Der Prototyp wurde von der belgischen Armee getestet, jedoch nicht bestellt.
Die Weltwirtschaftskrise führte die Firma in Schwierigkeiten und so musste sie schließlich 1933 die Tore schließen.